# Energia regenerabilă în Albania
Energia regenerabilă din Albania cuprinde energia din biomasă, geotermică, hidraulică, solară și cea eoliană. Albania se bazează în special pe hidroelectricitate, astfel, țara va avea de suferit în momentul în care nivelul apelor este redus. Clima Albaniei este una mediteraneană, favorizând producerea de energie solară. Relieful muntos oferă areale ideale pentru amplasarea turbinelor eoliene.

## Energie hidraulică
Sursa principală de electricitate din Albania este furnizată în principal de centralele hidroelectrice, cu toate acestea, nu sunt constant fiabile, nivelul apelor fluctuând permanent. Verbund, o companie austriacă, și Albania au semnat un contract prin care urma să se construiască Hidrocentrala Ashta în 2012. Se estimează că energia produsă de aceasta va fi distribuită la aproximativ 100.000 de locuințe.
| Nume                                | Localitate  | Capacitate (MW) | Coordonate                                      | Status      | Imagine |
| ----------------------------------- | ----------- | --------------- | ----------------------------------------------- | ----------- | ------- |
| Centrala hidroelectrică Fierza      | Fierza      | 500             | 42°00′49″N 19°38′09″E / 42.013679°N 19.635851°E | Operațional |         |
| Centrala hidroelectrică Koman       | Koman       | 600             | 42°06′12″N 19°49′21″E / 42.103253°N 19.822383°E | Operațional |         |
| Centrala hidroelectrică Vau i Dejës | Vau i Dejës | 260             | 42°00′49″N 19°38′09″E / 42.013679°N 19.635851°E | Operațional |         |

## Energie solară
Programul Națiunilor Unite pentru Dezvoltare finanțează un proiect de instalare a panourilor solare în Albania. Programul a folosit 2,75 miliarde de $ pentru instalarea a 75.000 m2   de panouri solare. Până în 2010, 10,700m2  dintre panouri au fost amplasate, iar în 2014 obiectivul a fost atins. În 2015 sunt așteptați încă 50,000m2 de panouri. Albania are parte de 2100-2700 de ore însorite în fiecare an, având astfel condiții favorabile pentru producerea de energie solară. Aceasta poate fi utilizată pentru încălzirea și iluminarea locuințelor, clădirilor publice și private.

## Energie eoliană
Albania este prielnică pentru producerea energiei eoliene, însă tehnologia necesară nu a fost deocamdată implementată. Cu toate acestea, există proiecte în desfășurare care au în vedere dezvoltarea acestei ramuri de producere a energiei regenerabile în următorii ani. Vântul produce energie mecanică cu ajutorul turbinelor, astfel unele regiuni sunt mai promițătoare decât altele. Zonele de coastă și regiunile din estul, sudul și nordul Albaniei reprezintă potențiale locații pentru amplasarea turbinelor eoliene. Există însă și anumite criterii ce trebuie luate în considerare, precum altitudinea, accesibilitatea, infrastructura, existența zonelor protejate, rețelele de energie electrică. Viteza vântului este de 8-9 m/s în majoritatea Albaniei. Excesul de energie produsă în acest fel ar putea fi exportat spre Italia.

## Energie geotermică
Producerea acestui tip de energie regenerabilă necesită prezența surselor de apă încălzită din subteran. Albania posedă astfel de izvoare, însă există regiuni numite „hotspot-uri” care au o activitate mai intensă, producând mai multă căldură decât altele. Această căldură ce este cedată apei este produsă de Pământ. La granița Albaniei cu Grecia se găsesc astfel de izvoare formate natural. Energia geotermică va putea fi folosită pentru încălzirea locuințelor, dar deocamdată este încă cercetată și nu s-a încercat exploatarea ei.

## Legislație și petiții
Legea sectorului energetic Nr.9073, adoptată în 2004, oferă permisiunea de a se construi noi centrale hidroelectrice.
Legea concesionării Nr.9663, adoptată în 2006, atrage fonduri de la investitori privați pentru centralele hidroelectrice.
Albania a lansat o taxă în 2007 pentru hidrocentralele existente și cele ce vor urma să fie construite.
Modelul pieței de energie electrică a fost aprobat în anul 2008. Acesta facilitează tranzacțiile dintre producătorii independenți  de energie și producătorii mici de energie. Permite producătorilor să vândă electricitate pe toate piețele în termeni conveniți. Clienții non-casnici pot deveni consumatori eligibili și își pot alege furnizorii de energie. Astfel energia regenerabilă poate fi accesată mai ușor. 

## Vedeți și
- Energia regenerabilă
- Energia electrică în România